# Vesperus flaveolus
Vesperus flaveolus is een keversoort uit de familie Vesperidae. De wetenschappelijke naam van de soort werd in 1863 gepubliceerd door Mulsant & Rey.